# Istituto per la storia del Risorgimento italiano
L’Istituto per la storia del Risorgimento italiano è uno dei quattro istituti storici italiani, organo diretto della Giunta Storica Nazionale, specializzato nel Risorgimento italiano.

## Storia
Fondato nel 1936 dalla fusione tra la Società Nazionale per la storia del Risorgimento (privata) e il Comitato Nazionale per la storia del Risorgimento (pubblico) entrambi risalenti al 1906, «ha per compito di promuovere e facilitare gli studi sulla storia d'Italia dal periodo preparatorio dell'Unità e dell'Indipendenza sino al termine della prima guerra mondiale, raccogliendo documenti, pubblicazioni e cimeli, curando edizioni di fonti e di memorie, organizzando congressi scientifici» (art. 1 dello Statuto).
L'istituto ha sede a Roma nel Vittoriano. Pubblica una Biblioteca Scientifica (Fonti, Memorie e  Atti dei Congressi) e, dal 1914, la rivista trimestrale Rassegna storica del Risorgimento.
L'Archivio storico dell'istituto conserva più di un milione di documenti riguardanti il periodo risorgimentale e la storia d'Italia tra Ottocento e Novecento, nonché una consistente collezione iconografica composta da un insieme di circa 20.000 incisioni e disegni e 75.000 fotografie.
Nel novembre 2023 il ministero della Cultura, di concerto con il ministero dell’Economia e delle Finanze, ha approvato il nuovo statuto

## Organi
L'istituto ha personalità giuridica pubblica, ed è vigilato dal Ministero per i beni e le attività culturali e per il turismo (oggi della Cultura).
Dopo tre anni di commissariamento, affidato a Francesco Paolo Tronca, nel gennaio 2021 Carmine Pinto, professore ordinario di storia contemporanea all'Università di Salerno, è stato nominato direttore dell'Istituto, fino alle dimissioni del febbraio 2022, quando viene nominata Commissario straordinario Anna Maria Buzzi.
Commissario straordinario dal marzo 2023, Alessandro Campi, docente ordinario dell'università di Perugia, nel febbraio 2024 è nominato direttore dell'istituto.

## Il museo
Amministra e gestisce il Museo centrale del Risorgimento di Roma al Vittoriano. Riaperto nel 2001 per opera dell'allora presidente Giuseppe Talamo, l'allestimento attuale è stato inaugurato nel 2011 da Romano Ugolini.